# زولت فيهير
زولت فيهير (بالمجرية: Fehér Zsolt)‏ هو لاعب كرة قدم مجري، ولد في 13 سبتمبر 1985 في سيكشفهيرفار في المجر. لعب مع نادي مول فيدي.

## وصلات خارجية
- زولت فيهير على موقع اتحاد المجر (الهنغارية)
- زولت فيهير على موقع قاعدة بيانات كرة القدم.إي يو (الإنجليزية)
- زولت فيهير على موقع Soccerway.com (الإنجليزية)